# Henrique Oswald
Henrique José Pedro Maria Carlos Luis Oswald (Rio de Janeiro, 14 avril 1852 – Rio de Janeiro, 9 juin 1931) est un compositeur et pianiste brésilien.

## Biographie
Oswald est né à Rio de Janeiro ; son père est un immigré suisse-allemand et sa mère est originaire d'Italie. Le nom de famille a été changé de « Oschwald » par souci de discrimination. En 1854, la famille Oswald déménage à São Paulo. Sa mère enseigne la musique en privé aux aristocrates et à douze ans, il donne son premier récital. À São Paulo, il étudie également avec Gabriel Guiraudon. Son « récital d'adieu » a lieu à l'âge de seize ans, après quoi il part étudier en Europe. 
Il étudie en Europe et passe près de trente ans à Florence (1868–1896). Il étudie avec Giuseppe Buonamici (piano), Henry Ketten, Reginaldo Grazzini et Gioacchino Maglione (composition),. En 1902, il remporte un concours de composition de piano parrainé par Le Figaro avec une pièce Il neige!, avec pour membres du jury, Camille Saint-Saëns, Gabriel Fauré et Louis Diémer. Après avoir enseigné un temps à l'institut musical de Florence, il quitte ensuite sa famille en Europe (ils déménageront au Brésil beaucoup plus tard) et de 1903 à 1906 dirige l’Instituto Nacional de Música à Rio de Janeiro. Il y a forme toute une génération de pianistes.
Il est également vice-consul brésilien à La Haye et à Gênes pendant une quinzaine d'années,. 
Il meurt en 1931, quelques jours seulement après ses festivités d'anniversaire.
Son fils, Alfredo Oswald (1884-1972) est également pianiste, compositeur et chef d'orchestre.

## Œuvre

Henrique Oswald au piano.

Les compositions les plus connues d'Oswald sont de nombreuses petites pièces pour piano (généralement organisées par lui en petites collections). Cependant, il est un compositeur prolifique de musique de chambre : son catalogue comprend une sonate pour violon, deux sonates pour violoncelle (opus 21 et 44), trois trios avec piano, deux quatuors pour piano (opus 5 et 26), un piano quintette (op. 18), quatre quatuors à cordes (opus 16, 17, 39 et 46) et un octuor à cordes. 
Pour orchestre, il écrit une suite, une sinfonietta et une symphonie. Il y a aussi deux concertos : l'un pour piano, l'autre pour violon. Concernant dans le domaine de la musique vocale, il compose trois opéras (La Croce d'oro, Il Neo et Le Fate ), une messe et un requiem. Au moment de sa mort, ses œuvres majeures n'étaient pas publiées, ce qui a beaucoup contribué négliger son œuvre pendant un demi-siècle. 
Ses œuvres sont tombés en disgrâce après le manifeste Semana de Arte Moderna, mais a connu récemment une sorte de renouveau. À la fin des années 1970, le musicien brésilien José Eduardo Martins a commencé son combat pour relancer la production d'Oswald. Au cours des trente dernières années, il a publié quelques compositions de ce dernier et enregistré plusieurs de ses œuvres majeures et des miniatures pour piano. Parmi ses enregistrements se trouve le Concerto pour piano, dans la version de chambre originale (piano avec quintette à cordes). Un autre pionnier d'Oswald est le pianiste Eduardo Monteiro (en), dont la thèse est consacrée à ce compositeur. Il a enregistré certaines des œuvres du compositeur, notamment Andante et Variations pour piano et orchestre dans une version préparée par le pianiste lui-même. En Europe, Oswald est beaucoup moins connu. Un disque de ses œuvres pour piano a été publié en 1995 par Marco Polo. Il a été suivi en 2014 et 2015 par un Naxos et un CD de piano à queue. Son Concerto pour piano a été enregistré pour la série de Concerto pour piano romantique d'Hyperion (vol. 64, jumelé avec un par Alfredo Napoleão). Une bonne partie de la musique de chambre d'Oswald est réunie pour la première fois sur un seul disque de l'ensemble ArsBrasil.

## Discographie

### Piano
- Documentos da Música Brasileira, Vol. 11 : pièces pour piano - Honorina Silva,piano (1979, LP Promemus 356.404.013)[7]
- Il Neige!, Valse op. 25 n° 1, Noturno op. 14 nº 5, Berceuse, Scherzo-Étude - José Eduardo Martins, piano (1979, LP Studium LP 001)[8] — avec Claude Debussy et Tsuna Iwami.
- Musique pour piano – Maria Inês Guimarães, piano (1995, Marco Polo 8.223639) (OCLC 78063602)
- Bébé s'endort, dans Brasil piano - Luiz de Moura Castro, piano (juin 1989, Ensayo) (OCLC 48264223)
- Le piano intimiste… : Machiette op. 2 ; Variações sobre um tema de Barrozo Netto ; Tre Piccoli Pezzi ; Berceuse - à mia carissima madre ; Étude-Scherzo ; Étude pour la main gauche ; Six Morceaux, op. 4 ; Polonaise, op. 34 no 1 – José Eduardo Martins, piano (2010, ABM Digital RF00124)[9] (OCLC 891697034)
- Musique pour piano – Bras Velloso, piano (11-12 juin 2012, Naxos 9.70200)
- Brasileiro : Villa-Lobos et ses amis. Valse lente - Nelson Freire, piano (février 2012, Decca) (OCLC 864655983)
- Pages d'album : Œuvres pour piano – Sergio Monteiro, piano (2-4 juin 2014, Grand Piano GP682)[10] (OCLC 1013420259)
- Miniatures d'Oswald – Nahim Marun, piano (2016, RTM003)[11]

### Musique de chambre
- Documentos da Música Brasileira, Vol. 5 : Trio avec piano op. 45 - Trio Da Rádio MEC : Anselmo Zlatopolsky, violon ; Iberê Gomes Grosso, violoncelle ; Alceo Bocchino, piano (25 novembre 1958, LP Promemus 3-56-404-001)[12] — avec Bruno Kiefer, Trio.
- Quintette avec piano, op. 18 - Conjunto de Música de Câmara de São Paulo : Fritz Jank,piano ; Gino Alfonsi et Alexandre Schauffmann, violon ; Johannes Oelsner, alto ; Calixto Corazza, violoncelle (1964, LP Chantecler Internacional CMG 1024 / Grandes pianistas brasileiros, Vol. 11: Fritz Jank MCD World Music MC 022) — LP avec Oscar Lorenzo Fernández, Trio Brasileiro, op. 32 / CD avec Cláudio Santoro, Paulistanas.
- Quarteto Brasileiro - Quarteto Brasileiro da UFRJ (1971, LP CBS)[13] — avec Heitor Villa-Lobos, Quatuor à cordes no 16
- L'Œuvre pour violoncelle et piano - Antônio del Claro, violoncelle et José Eduardo Martins, piano (1983, 2 LP Funarte 3.56.502.001)[14]
- Musique de chambre, vol. 1 : Quintette avec piano, op. 18 ; Quatuor à cordes, op. 46 – Elias Slon et Jorge Salim, violons ; Michel Verebes, alto ; Kim Cook, violoncelle et José Eduardo Martins, piano (1984, LP BASF 004)[15]
- Trio avec piano, op. 9 ; Sonate en mi majeur, op. 36 – Elisa Fukuda, violon ; Antônio del Claro, violocnelle et José Eduardo Martins, piano (avril 1987, LP Funarte/Promemus MMB 88.057-1988 / Acervo Funarte da Música Brasileira no 34 : Henrique Oswald Atração Fonográfica ATR32046)[16],[17] (OCLC 40729979)
- L'Œuvre pour violon et piano – Paul Klinck, violon et José Eduardo Martins, piano (1995, PKP Produkties PKP 007)[18]
- Brasil 500 : Quintette avec piano, op. 18 – Luiz de Moura Castro, piano ; Quarteto de Brasília : Ludmila Vinecka et Claudio Cohen, violons ; Glesse Collet, alto ; Guerra Vicente, violoncelle (1999)[6] — avec Luís de Freitas Branco, quintette.
- Musique pour violoncelle et piano : Berceuse ; Elegia ; Sonate op. 21 ; Sonata-Fantasia, op. 44 – duoCERVALI : Milene Aliverti, violoncelle et Lucia Cervini, piano (2001, Apoio FAPESP)
- Sonate pour violon, op. 36, dans Musique pour violon du Brésil – Claudio Cruz, violon et Nahim Marun, piano (2000, Dynamic CDS354) (OCLC 793371953) — avec Villa-Lobos, Miranda et Krieger
- Quintette avec piano, op. 26 ; Sonata-Fantasia pour violoncelle et piano, op. 44 ; Concerto pour piano, op. 10 (version de chambre originale) – Quatuor Rubio, Pascal Smets, contrebasse, José Eduardo Martins, piano (17-20 février 2002, Música de Concerto MC004)[19] (OCLC 299922616)
- Musique de chambre : Intégrale des quatuors à cordes, quatuors avec piano, quintette avec piano, op. 18, trio avec piano, op. 45 ; Sonate-Fantasie, op. 44 ; Élégie pour violoncelle et piano – ArsBrasil : Artur Roberto Huf, Samuel Lima, violons ; André Rodrigues, alto ; Valdeci Merquiori, Gêneses Oliveira, Mauro Brucoli, Renato Oliveira, violoncelles et Fernando Lopes, piano (2010/2011, 3 CD Ariah Cultural)[20] (OCLC 1028641446)
- Trio avec piano, op. 9 – Trio Brandão-Kiun : Maria Ester Brandão, violon ; Maria Alice Brandão, violoncelle et Olga Kiun, piano (2011, TBK001) — avec Anton Arenski, Trio, op. 32.
- Musique de chambre brésilienne : Trio avec piano op. 28 ; Sonatine pour trio avec piano – Katharina Uhde, violon ; Tatjana Uhde, violoncelle et Michael Uhde, piano (2013) — avec Nepomuceno, Mignone, Camargo Guarnieri, Gallet.
- Musique de chambre : Quintette, op. 18 ; Quatuor à cordes, op. 26 ; Piccolo trio pour violon, violoncelle et piano ; Élégie pour violoncelle et piano ; Canto elegíaco pour violon et piano – Eduardo Monteiro, piano ; Betina Stegmann et Nelson Rios, violons ; Marcelo Jaffé, alto ; Robert Suetholz, violoncelle (2013, LAMI 012)[21]
- Quatuor avec piano, op. 26° ; Quintette avec piano, op. 18* – Ricardo Castro, piano ; Quarteto OSESP : Emmanuele Baldini et Davi Graton, violons ; Peter Pas° et Cláudio Cruz*, altos ; Johannes Gramsch, violoncelle (2009/2011, OSESP Selo Digital)[22]
- Métaphore : Œuvres pour contrebasse et piano : Sonate pour violoncelle, op. 21 transposée en mi mineur, Proto – Marcos Machado, contrebasse ; Ney Fialkow, piano (décembre 2014, Blue Griffin BGR369)[23] (OCLC 911355667) — avec Boccherini, Sallinen, Beethoven.

### Avec orchestre
- Symphonie, op. 43 – Orquestra Sinfônica Brasileira, Edoardo de Guarnieri (1958/1969, LP Festa IG 79,021 / LDR-5.016)[24]
- En rêve ; Andante con variazioni pour piano et orchestre – Eduardo Monteiro, Orquestra Sinfónica da Escola de Música da UFRJ, André Cardoso (2003, UFRJ Música)[25] — avec Leopoldo Miguez, Suíte à Antiga, op. 25, etc.
- Concerto pour piano – Artur Pizarro, piano ; BBC National Orchestra of Wales, dir. Martyn Brabbins (2014, Hyperion CDA67984)[26] (OCLC 937898791) — avec Alfredo Napoleão.

### Vocale
- Musique sacrée : Misse de Requiem ; 6 motets – Calíope (pt), Julio Moretzsohn (2006, Rádio MEC rm 00026) — avec Alberto Nepomuceno.